# Аварский фольклор
Аварский фольклор — народное творчество (песни, танцы, обряды), а также мифы и легенды аварцев, коренных жителей Кавказа, современного Дагестана. Основные жанры аварского фольклора — героические песни («Сражение с Надир-ханом» и др.), характерны также исторические песни и песни-плачи (входят в мужской репертуар, поются с инструментальным сопровождением). Выделяются лироэпические песни лахъи балай («длинная песня»). Женские песни — колыбельные, любовные, плачи-причитания. Песни одноголосны, ладовая основа — диатоника. Традициционные музыкальные инструменты: щипковые тамур и чугур, смычковый чагана; духовые — флейты шантых и лалу, пастуший парный язычковый лалаби, язычковые ясты-балабан, зурна; ударные — бубен тэп, барабан гавал. Распространилась т. н. азиатская гармоника комуз (завезена в 19 в. русскими солдатами) и балалайка (с сер. 20 в.).

## Героические песни
Надвигаются иранцы.

Как на дне морском песчинок,

Сосчитать их невозможно.

Слышен рокот, словно волны

Разлились живого моря,

Разлились – вот-вот затопят

Наши горы, наши гнезда!

Блещут ратные доспехи,

Копий вырос лес дремучий.

То идут на нас афганцы,

С ними курды и трухменцы,

Посредине выступают

Силачи-мазандаранцы.

Это шахова пехота.

### Сражение с Надир-шахом
Поэма отражает историческое событие реально имевшее место в истории Дагестана — Третий дагестанский поход Надир-шаха. На тот момент иранские армии представляли реальную угрозу для дагестанских народов. Приметив местность в районе Дербента, удобную для совершения карательных экспедиций в различные владения Дагестана, Надир-шах предпринял поход в Аварию, но попытка была безуспешной. После крупных военных действий в Андалалском округе, близ с. Чох, Надиршах потерпел поражение и вынужден был отступить. Памятников устного народного творчества, связанных с событиями в Андалале в начале 40-х г. XVIII века, много, они как по содержанию, так и по форме существенно различаются. Каждое общество, каждое селение приспосабливали текст к своим интересам, привносили изменения и дополнения в них с целью наиболее выпукло показать роль и значение своего народа, своих героев. Характерно то, что в наши дни, появляются больше вариантов этих памятников. На аварском языке сейчас известно более десяти вариантов «Песни о разгроме Надир-шаха», многие из них опубликованы.

## Аварские баллады
В сюжетах аварских баллад, как и в даргинских и лакских, непрерывность действия создается в результате последовательности компонентов сюжета завязки, развития действия, кульминации, иногда совпадающей с концом, и развязки. Добрососедские торговые, экономические, культурные и бытовые контакты горских народов в средние века привели к взаимовлиянию культур, вследствие чего сюжеты аварских баллад о Хочбаре, «Али, оставленный в ущелье», «Песня Бахтики», «Камалил Башир», «Пастух и Юсупхан» и др проникли в фольклор даргинцев и лакцев. Общность исторических судеб горских народов, сходство уклада жизни и нравов, основанных на горских традициях, исламской вере, морали способны по законам типологии создавать общие или сходные идеи, образы, сюжеты и сюжетные мотивы в народном творчестве, которые в последующем транслировали поколениям информацию о жизни и нравственности горцев Эти связи привели к заимствованию аварцами из даргинского фольклора баллад «Султан-Ахмед младший», «Юноша из Кумуха и
девушка из Азайни» и других с образованием аварских вариантов текстов.
К балладам об имущественных притязаниях нами отнесена баллада «Али, оставленный в ущелье» Анализ этой баллады обнаруживает наличие отношений, свойственных матриархату, когда решающую роль в семье играла женщина. Сторонами противостояния здесь выступают братья, притом старшие являются заклятыми врагами младшего: заточив юношу в неприступном ущелье, они принуждают его покончить с собой. Все события разворачиваются вокруг младшего брата Али, который становится жертвой коварства и обмана. Таким образом, с самого начала произведения мы знаем, кто представляет собой «положительные», а кто «отрицательные» персонажи. Однако в центре внимания в балладе становится не поиск причин конфликта, а страдания младшего брата. Для аварской народной баллады характерна направленность на изображение яркого, броского «факта» — будь то трагический случай, событие, отрицающие представления о «привычном» порядке вещей. Например, в «Камалил Башир» рассказывается невероятная история о том, как женщины преследуют молодого человека необычной красоты до такой степени, что это не могло кончиться добром: по требованию обиженных мужей, отцов, братьев Камал вынужден собственноручно убить сына, с тем «чтобы не было кровника».

## Аварские пословицы и поговорки
Составителем двух первых сборников аварских пословиц и поговорок является Заирбег Алиханов. Тематические разделы в них представлены различным количеством. В сборнике 1963 года их восемь, а в дополненном и изданном в 1973 году — двадцать два. Необходимо отметить, что в пословицах всех народов Дагестана много общего, они тематически близки, сходны по содержанию, а порою буквально повторяют друг друга. В пословицах и поговорках отразились основные вехи истории Дагестана, и в частности Аварии: принятие мусульманства,
борьба против иноземных завоевателей, Кавказская война, национально-освободительные движения, взаимоотношения с соседними народами. Иногда в пословицах отражены события, весьма отдаленные от дагестанской действительности.
Происхождение аварской пословицы «Чиясе гьереси бицарас дуеги бицунеб, чиясе хиянат гьабурас дуеги гьабулеб». — « Кто солгал другому, тот и тебе солжет, кто другому изменит, изменит и тебе» — предание, из которой она вычленялась, объясняется следующим образом: битва между Александром Македонским и персидским шахом Дарием носила кровопролитный характер. Ни одна сторона не могла одолеть другую. Тогда Македонский обещал слуге шаха драгоценности, и тот нанес тяжелые раны своему хозяину. Плененному шаху Александр сказал: «Слава Аллаху, что ты умираешь не от моей руки, а от руки собственного слуги». На что шах ответил: «Спасибо тебе, мужественный человек, но ты запомни навсегда: кто солгал другому и тебе солжет, кто предал другого и тебя предаст».
Тема патриотизма, любви к родной земле и родному очагу является основополагающей в искусстве и в литературе. Особенно она актуальна для народов Дагестана, история которого является непрерывной борьбой против иноземных завоевателей за свою свободу, независимость, за национальное достоинство. «BaтIaн гьечIев чи — чед гьечIеб таргъа». — « Человек без родины, что сума без хлеба».
Трудовая деятельность людей накладывала на них своеобразный отпечаток. В основе любой человеческой деятельности лежит труд, ибо без него невозможно было бы существовать самому и содержать семью. Многие аварские пословицы — это гимн труду: «ЗахIматалъ цагъур цIола, царгъаца рукъзал рала». — «Труд заполняет закрома, а закрома строят дома».

## Галерея

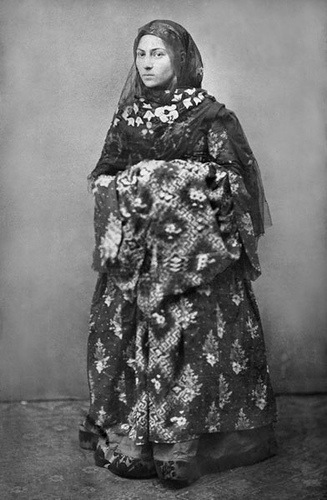
Аварская женщина.
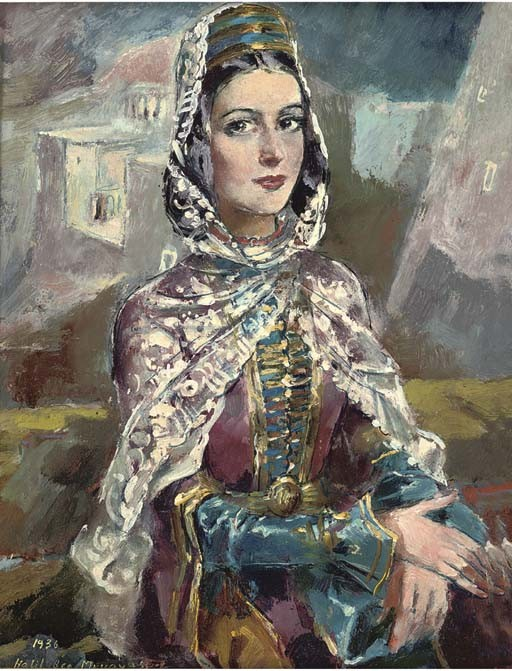
Портрет маслом на картоне неизвестной в аварском праздничном национальном наряде.
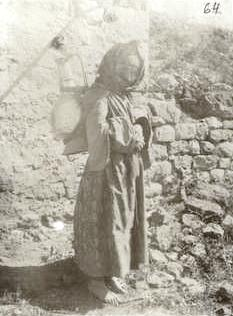
Аварская женщина с кувшином воды. 1870 год.